# Vol Evergreen International Airlines 17
Le 18 mars 1989, un Douglas DC-9 effectuant le vol Evergreen International Airlines 17, un vol cargo assurant la liaison entre Kelly Field Annex, à San Antonio, au Texas, et Tinker Air Force Base, en Oklahoma, avec une escale à la Carswell Air Force Base, à Fort Worth, au Texas, subit une ouverture partielle de la porte principale de la soute cargo après le décollage, provoquant une perte rapide d'altitude de l'avion. 
Après l'explosion, les pilotes déclarent une urgence et procèdent à une tentative d'atterrissage d'urgence, mais pendant la manœuvre, la porte s'ouvre complètement et l'équipage perd le contrôle de l'appareil, qui s'écrase dans un champ près de Saginaw, tuant sur le coup les deux pilotes à bord.

## Avion et équipage

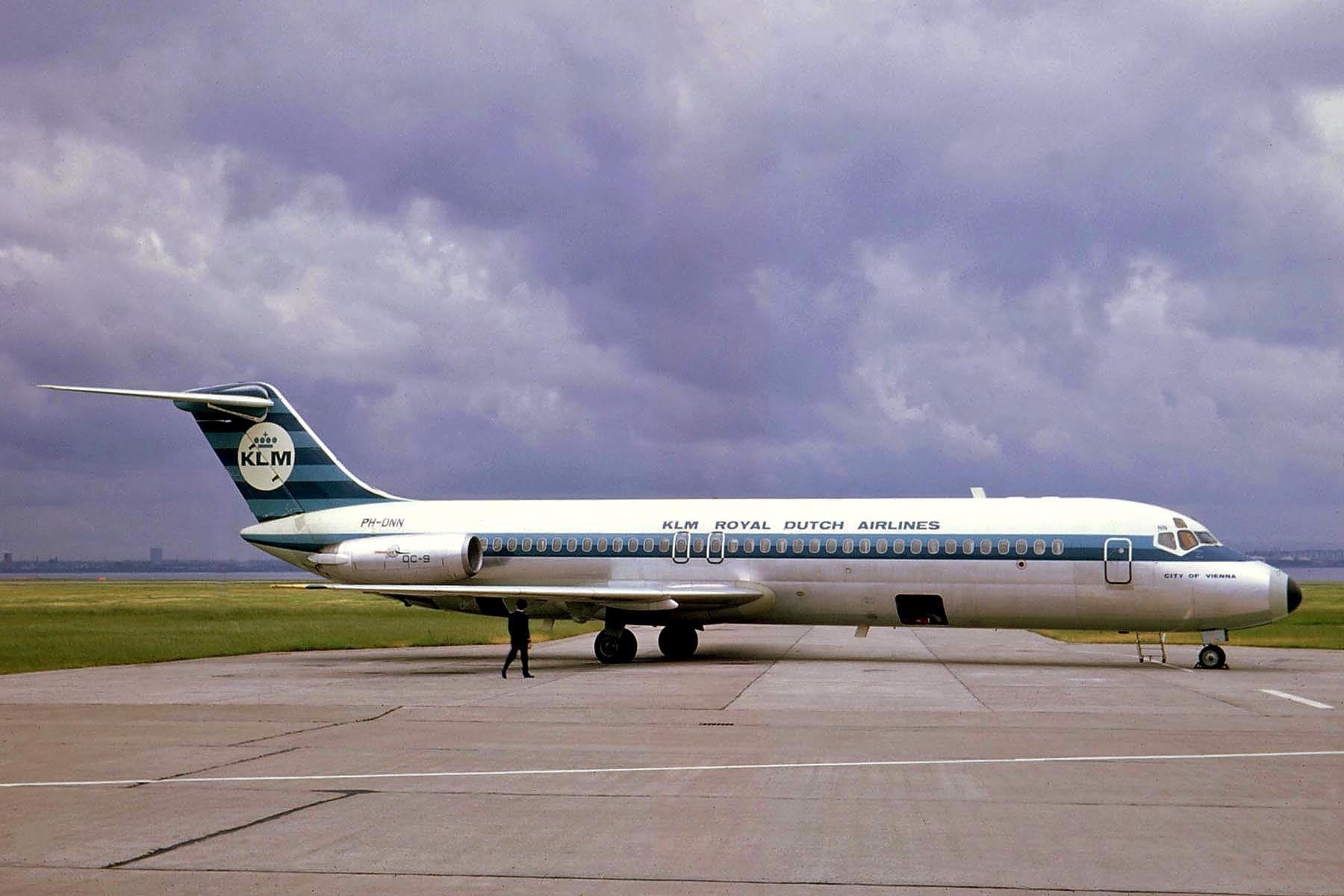
L'appareil impliqué dans l'accident, alors en service chez KLM Royal Dutch Airlines, en juin 1968.

L'appareil impliqué est un Douglas DC-9-33RC (Rapid Change), qui a été construit en 1968 et livré à KLM Royal Dutch Airlines, dans une configuration combi (passagers-cargo combiné). Il a ensuite été converti en avion réservé au transport de passagers en 1984. 
L'avion a été vendu à Evergreen International Airlines (en) en mai 1987, où il a été converti pour le transport de fret. Au moment de l'accident, l'appareil cumule 41 931 heures de vol, avec 40 808 cycles de vol (décollage/atterrissage).
Le commandant de bord est Gerald Jack McCall (41 ans), travaillant pour Evergreen International Airlines depuis 1984. Il totalisait 7 238 heures d'expérience de vol, dont 1 938 heures sur DC-9. Il était également pilote vérificateur sur ce type d'avion. Le copilote est Thomas Bill Johnston (39 ans), qui totalisait 10 863 heures de vol, dont 1 213 heures sur DC-9. Il était également qualifié sur les avions Learjet.

## Déroulement du vol
Le jour de l'accident, l'avion a décollé de la Tinker Air Force Base, en Oklahoma, s'est arrêté à la Dyess Air Force Base et la Kelly Field Annex, puis à la Carswell Air Force Base, au Texas. Le vol 17 est ensuite revenu à la Tinker Air Force Base. Après l'atterrissage à la Carswell Air Force Base, le personnel de l'armée de l'air a chargé la cargaison à bord de l'avion.
Selon l'enregistreur phonique (CVR), le commandant McCall était le pilote en fonction (PF). L'équipage a calculé les vitesses de décollage suivantes :
- La vitesse V1 était de 112 nœuds (207 km/h)
- La vitesse de rotation (VR) était de 116 nœuds (215 km/h)
- La vitesse V2 était de 125 nœuds (232 km/h)

À 2 h 00 heure normale du Centre (CST), le copilote Johnston a quitté le poste de pilotage pour fermer la porte de soute principale ; il est ensuite revenu deux minutes plus tard. L'équipage a effectué la liste de vérification avant le décollage, qui comprenait notamment la vérification de la fermeture de la porte de soute.

### Accident

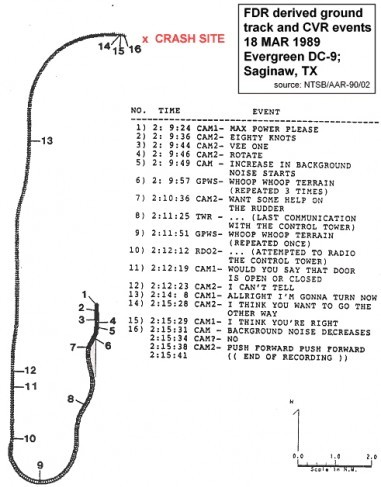
Trajet effectué par l'avion, depuis le décollage jusqu'au crash.

Le vol 17 a commencé son décollage de la piste 17 à 2 h 09 et a décollé quelques instants plus tard. Il transportait essentiellement du matériel pour le compte de l'armée de l'air américaine, notamment 5,4 kg d'explosifs. Trois secondes après la rotation, la porte principale de la soute cargo s'est partiellement ouverte, ce qui a été indiqué par le CVR enregistrant une augmentation soudaine du bruit de fond. L'avertisseur de proximité du sol (GPWS) s'est activé, sonnant à quatre reprises. Le copilote Johnston a déclaré une urgence au contrôle aérien (ATC). 
Le contrôleur a demandé à l'équipage la nature de l'urgence, et le copilote Johnston a répondu, « OK, nous avons la porte de soute ouverte ». Après que l'ATC a demandé au vol 17 de signaler quand ils étaient sur le point d'entamer leur approche finale pour un atterrissage d'urgence, l'équipage a eu des problèmes de communication. Le DC-9 est monté à 2 500 pieds (760 m), puis a commencé un virage à droite vers la Carswell Air Force Base. 
Pendant la partie vent arrière de la phase d'approche, la porte cargo principale s'est complètement ouverte, provoquant un mouvement de lacet et de roulis incontrôlables de l'avion. Le DC-9 s'est alors rapidement incliné vers la gauche, s'est renversé sur le dos et s'est écrasé dans un champ près de Saginaw. L'avion a explosé à l'impact, tuant sur le coup les deux membres de l'équipage.

## Enquête
Au cours de l'enquête menée par le Conseil national de la sécurité des transports américain (NTSB), on a constaté que le copilote Johnston n'a pas complètement fermé la porte de soute, alors qu'il maintenait la poignée de commande de la porte dans une position erronée. 
Ce dernier a supposé à tort que la porte était correctement fermée en raison de l'application incorrecte de ses indicateurs de verrouillage. Un défaut de conception dans le circuit d'avertissement de la porte de soute a empêché les pilotes et le personnel de maintenance au sol de remarquer cette erreur.
Le NTSB a conclu que cet accident a été causé par l'ouverture de la porte de soute principale et la perte de contrôle de l'avion qui en a résulté. La raison de la perte de contrôle à elle seule n'a pas pu être déterminée avec exactitude, car les tests sur simulateur et en soufflerie n'ont pas permis de vérifier les mouvements aérodynamiques causés par l'ouverture de la porte de soute et la tentative du commandant McCall pour les corriger.
Les procédures inadéquates de la compagnie aérienne pour sécuriser la porte de soute, l'échec de McDonnell Douglas à fournir des procédures d'urgence adaptées à ce genre de situation et l'échec de la Federal Aviation Administration (FAA) à émettre un ordre de modification des alarmes d'avertissement d'ouverture de la porte comptent également parmi les facteurs contributifs à cet accident.